# Scarlet Begonias
"Scarlet Begonias" é uma música da Grateful Dead. As letras foram escritas por Robert Hunter e a música foi composta por Jerry Garcia. A estreia ao vivo de "Scarlet Begonias" aconteceu em 23 de março de 1974 no Cow Palace em Daly City, Califórnia.
A música começa na Grosvenor Square, em Londres, e também faz referência a "Tea for Two", de No, No, Nanette, de Irving Caesar e Vincent Youmans.
A terceira estrofe usa imagens de jogo/perda que ocorrem em muitas músicas da Grateful Dead. O verso "As I picked up my matches and was closing the door" usa o simbolismo de jogar pôquer com palitos de fósforo para indicar uma aposta muito baixa que foi feita por diversão.
O verso "Everybody's playing in the Heart of Gold Band", foi usado por Keith e Donna Godchaux para nomear seu novo grupo "Heart of Gold Band" quando eles deixaram a Grateful Dead em 1979.
A gravação aparece pela primeira vez no lançamento de 1974, From the Mars Hotel. Quando "Fire on the Mountain" foi incorporado ao repertório da banda em 1977, "Scarlet Begonias" costumava ser associado a ele quando tocado ao vivo, resultando no que seria apelidado de "Scarlet > Fire".

## Covers
- Uma versão da música aparece no álbum da Sublime, 40 Oz. to Freedom (1992), que mostra "Funky Drummer", de James Brown, e apresenta um rap escrito por Bradley Nowell.[4]
- Jimmy Buffett lançou uma versão da música em seu álbum License to Chill em 2004.[5]
- Uma versão bluegrass da música apareceu no álbum Rex (Live at the Fillmore), de 2008, de Keller Williams com Keith Moseley e Jeff Austin. Keller executa a música frequentemente como parte de seus shows solo.[6]
- Depois que a Grateful Dead se separou em 1995, ele foi (e ainda é) interpretado em shows pelas bandas de spin-offs da Dead como Phil Lesh & Friends, Bob Weir & RatDog, Dead & Company, Rhythm Devils, BK3, Mickey Hart Band e Donna Jean Godchaux Band, assim como The Dead e Furthur.[carece de fontes?]
- Phish tocou "Scarlet > Fire" em seu primeiro show, sob o nome de Convenção Blackwood, no Harris-Millis Hall, na Universidade de Vermont, em 2 de dezembro de 1983.
- A Thievery Corporation tocou uma versão em Chicago, IL, em 2 de julho de 2015, como parte da série 'The Music Never Stopped', com Loulou Ghelichkhani nos vocais.
- Bikini Trill lançou uma versão da música em seu EP de estreia, 'Wassup, We Good?', em 2018.